# Niamh Kavanagh
Niamh Kavanagh (Dublin, 13. veljače 1968.) irska je pjevačica.

## Životopis
Kavanagh je pobijedila na Pjesmi Eurovizije 1993. s pjesmom "In Your Eyes". To je bila peta pobjeda na Eurosongu za Republiku Irsku, koja je tih godina dominirala natjecanjem. Pjesma je bila najprodavaniji singl 1993. u domovini, a na britanskoj top ljestvici je dosegla broj 24.
Ponovno je predstavljala Irsku na Eurosongu 2010. u Oslu, s pjesmom "It's For You". Ušla je u finale, no u njemu je zauzela tek 23. mjesto od 25 zemalja sudionica.
Vokalne sposobnosti Niamh Kavanagh brojni uspoređuju s onima Céline Dion. Unatoč tome, nikada nije uspjela napraviti značajniju karijeru. Posvetila se obitelji i tek povremeno nastupa sa svojim bendom "The Classics".

## Vanjske poveznice
- Službena stranica
- Stihovi "In Your Eyes"
- [neaktivna poveznica]